# 沈国军
沈国军（1962年7月—），浙江奉化人，中华人民共和国企业家，银泰百貨集团董事长兼总裁，持有銀泰26.53%，菜鸟网络科技有限公司首席执行官。现北京浙江商会会长。

## 生平
毕业于中南财经大学，获得硕士学位。1998年，斥资4亿人民币，创立浙江银泰百货（现银泰集团）。2004年，银泰百货的销售额逾25亿，成为中国本土零售业巨头之一。银泰百货奉行走向全国战略，向多领域延伸，横跨房地产、金融、能源、零售等领域，沈国军因此被称“银泰系掌门人”。
约2005年，银泰集团吸收到美国创投基金约八千万美元的风险投资。约在2000年，沈国军开始涉足房地产业，先后斥资兴建雍和家园，泰悦豪庭，银泰中心，柏悦大酒店等诸多房产项目，其中大厦“银泰中心”位于北京长安街，现为北京第一高楼和长安街第一高楼，为北京CBD地标。今杭州延安路口“银泰百货”为杭州著名购物场所。2018年1月，当选第十三届全国政协委员。

## 菜鸟物流
2013年5月28日，阿里巴巴集团、银泰集团联合复星集团、富春集团、顺丰集团、三通一达（申通、圆通、中通、韵达），以及相关金融机构共同宣布，“中国智能骨干网”项目正式启动，合作各方共同组建的“菜鸟网络科技有限公司”正式成立。马云任董事长，沈国军任首席执行官。